# Zipfelsalpe
Die Zipfelsalpe ist eine Alpe in der Gemeinde Bad Hindelang (Landkreis Oberallgäu).

## Lage
Die Zipfelsalpe liegt auf einer Höhe von 1526 m ü. NHN, im Ostrachtal oberhalb von Hinterstein, zwischen Iseler (1876 m) und Bschießer (2000 m) in den Allgäuer Alpen.

## Bewirtschaftung
Die Alpe wird von Mai bis Oktober bewirtschaftet und ist Zwischenstation für Bergtouren, bietet aber keine Übernachtung an. Die Zipfelsalpe wird als Galtalpe bewirtschaftet.

## Geschichte
Die Zipfelsalpe wurde erstmals urkundlich im Jahr 1451 als Zipfelsalb erwähnt. Zu dieser Zeit war sie eine stiftkemptische Lehenalpe. Der Name bezieht sich auf einen „vorspringenden Streifen“. Im Jahr 1508 wurde sie als Zipfelsalb uff dem Stuben erwähnt, vermutlich das war damit das Stuibenköpfle gemeint. Im Jahr 1811 wurden 101 Teilhaber an der Alpe vermerkt und ab Mitte des 19. Jahrhunderts eine Alpgenossenschaft als Eigentümer der Sennalpe.

## Zustiege
Der Weg von Hinterstein dauert etwa zwei Stunden. Er startet an der Prinze Gumpe bzw.  am Parkplatz Auf der Höh und führt steil hoch durch Wald, vorbei am Zipfelsfall, weiter über teils beweidete Wiesen.
- von Oberjoch über den Iseler
- von der Willersalpe (3¼ h) über den Ponten (2¼ h) und den Bschießer (1¼ h)
- aus dem Tannheimer Tal

## Gipfel
- Iseler
- Gaishorn (4 h)
- Rauhhorn
- Ponten
- Bschießer
- Rohnenspitze